# یاغدان
یاغدان (به ارمنی: Յաղդան) یک روستا در ارمنستان است که در استان لوری واقع شده‌است. در کیلومتری شمال وانادزور، مرکز استان لوری واقع شده‌است.

## خصوصیات
یاغدان ۲۳۳ نفر
جمعیت دارد و در ارتفاع متر (پا) بالاتر از سطح دریا قرار گرفته‌است.
| سال   | ۱۸۳۱ | ۱۸۹۷ | ۱۹۱۴ | ۱۹۲۶ | ۱۹۳۹ | ۱۹۵۹ | ۱۹۷۹ | ۲۰۰۱ | ۲۰۰۴ |
| جمعیت |      |      |      |      |      |      |      |      |      |